# Giuseppe Pecci (Kardinal, 1807)

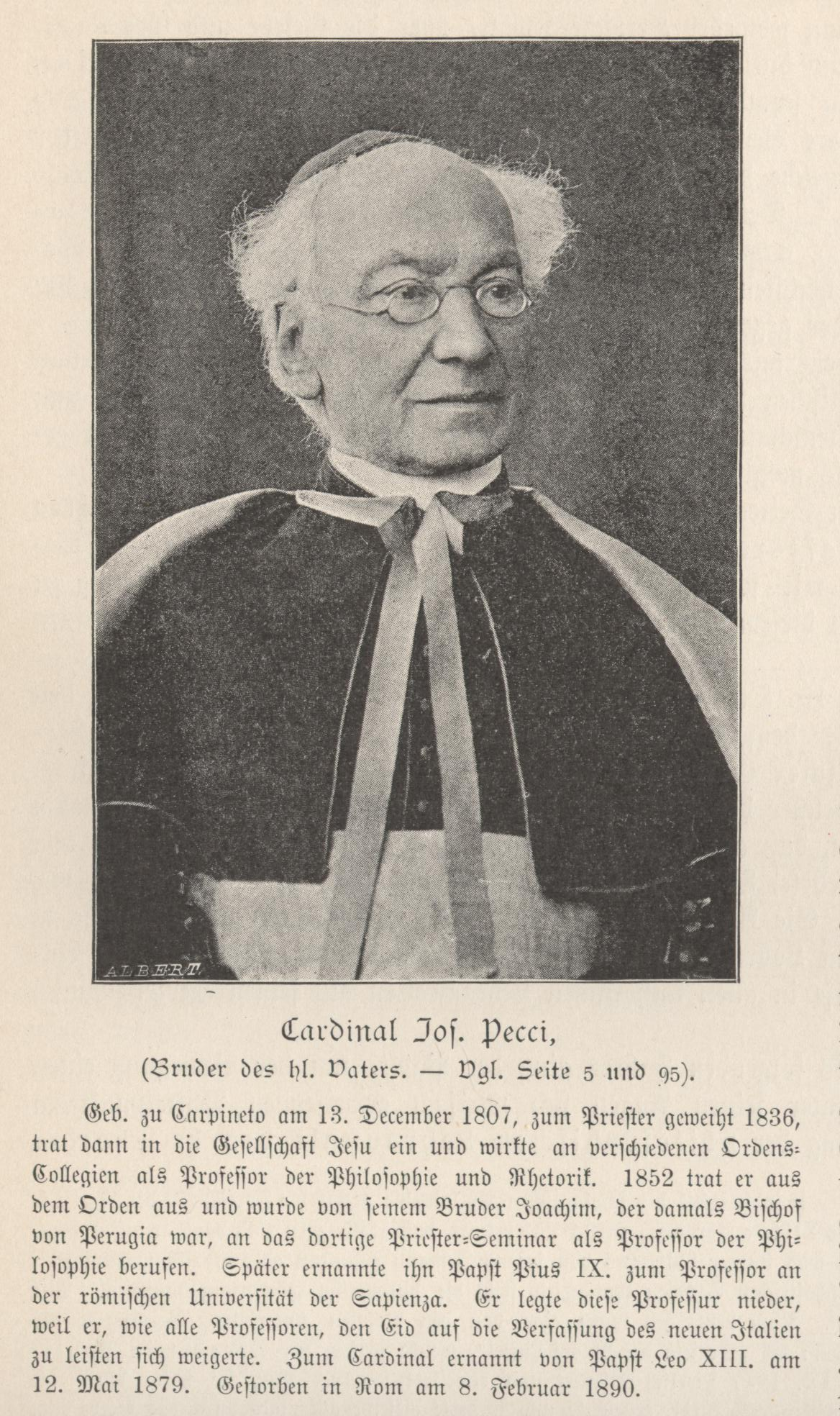
Giuseppe Kardinal Pecci, Bruder Papst Leo XIII.

Kardinalswappen

Giuseppe Pecci SJ (* 13. Dezember 1807 in Anagni, Italien; † 8. Februar 1890 in Rom) war ein Kurienkardinal der Katholischen Kirche und der Bruder von Papst Leo XIII.

## Leben
1824 in den Jesuitenorden eingetreten, empfing er 1837 die Priesterweihe. 1848 trat er aus dem Jesuitenorden aus. Ab 1852 unterrichtete er Philosophie am Priesterseminar von Perugia, wobei er sich besonders an Thomas von Aquin orientierte. Im Juni 1859 gerieten er und sein Bruder (der spätere Papst, zu diesem Zeitpunkt Bischof von Perugia) in eine Revolte, in deren Verlauf Pecci den Bischof in seiner Wohnung verstecken musste. Im Folgejahr übernahm er an der Universität La Sapienza in Rom den Lehrstuhl für Philosophie. 
Als Mitglied mehrerer Kommissionen nahm er von 1869 bis 1870 am Ersten Vatikanischen Konzil teil. Nachdem der bisherige Kirchenstaat 1870 dem Königreich Italien angegliedert wurde, weigerte sich Pecci, einen Eid auf das neue Königreich zu leisten. Am 9. September 1878 wurde Pecci Vizebibliothekar der Katholischen Kirche. Von Papst Leo XIII. auf Initiative von Camillo Di Pietro am 12. Mai 1879 zum Kardinal ernannt, erhielt er drei Tage später die Titeldiakonie Sant’Agata alla Suburra. Seit dem 16. Februar 1884 Präfekt der Kongregation für das Bildungswesen, wurde er am 8. Oktober 1884 auch Mitglied der Kommission für die historischen Studien. 1887 kehrte er in die Gemeinschaft der Jesuiten zurück. Von 1887 bis zu seinem Tode war er Kardinalprotodiakon.